# هالند اسمیت
هالند اسمیت (انگلیسی: Holland Smith; ۲۰ آوریل ۱۸۸۲ – ۱۲ ژانویهٔ ۱۹۶۷) ژنرال سپاه تفنگداران دریایی ایالات متحده آمریکا بود، که در فاصله سال‌های ۱۹۳۹ تا ۱۹۴۰ به‌عنوان دوازدهمین جانشین فرمانده سپاه تفنگداران دریایی فعالیت می‌کرد. از او به‌عنوان "پدر" جنگ‌های آبی-خاکی مدرن ایالات متحده یاد می‌شود. کمپ اچ. ام. اسمیت به افتخار وی نامگذاری شده است.
اسمیت فعالیت نظامی را از سال ۱۹۰۵ در سپاه تفنگداران دریایی آمریکا آغاز کرد، از ۱۹۴۱ تا ۱۹۴۲ فرماندهی لشکر ۱ تفنگداران دریایی را برعهده داشت، از ۱۹۴۳ تا ۱۹۴۴ فرمانده سپاه پنجم آبی-خاکی بود، از ۱۹۴۴ تا ۱۹۴۵ به‌عنوان فرمانده نیروهای سپاه تفنگداران دریایی اقیانوس آرام فعالیت می‌کرد و از ۱۹۴۵ تا ۱۹۴۶ فرماندهی آموزش و جایگزینی تفنگداران دریایی را برعهده داشت. 

## سوابق
در آستانه جنگ جهانی دوم، ژنرال اسمیت آموزش‌های گسترده آبی-خاکی نیروی زمینی، نیروی دریایی و تفنگداران دریایی را هدایت کرد که عامل اصلی در فرودهای موفقیت‌آمیز ایالات متحده در اقیانوس اطلس و اقیانوس آرام بود. او متعاقباً به آماده‌سازی ارتش ایالات متحده و نیروهای کانادایی برای فرودهای کیسکا و آتو کمک کرد، سپس سپاه پنجم آبی-خاکی را در حمله به جزایر گیلبرت، جزایر مارشال، جزیره سایپان و تینیان در جزایر ماریانا رهبری کرد.
در طول عملیات ماریانا، علاوه بر سپاه پنجم آبی-خاکی، او فرماندهی تمام نیروهای اعزامی، از جمله نیروهایی که گوام را بازپس گرفتند، را برعهده داشت. او سپس به‌عنوان اولین فرمانده نیروی دریایی ناوگان، اقیانوس آرام، خدمت کرد و فرماندهی گروه ۵۶ ضربت (نیروهای اعزامی) را در ایوو جیما برعهده داشت که شامل تمام نیروهای تهاجمی در آن نبرد بود.